# Бошко Антић (адмирал)
Бошко М. Антић (Чекрчићи, код Високог, 13. децембар 1941) је пензионисани контраадмирал Војске Југославије.

## Биографија
Гимназију је завршио у Високом 1961, а у Сплиту Војнопоморску академију 1966. и Школу за усавршавање поморских официра, 1967. и 1971. године. Командно-штабну академију ратне морнарице завршио је 1979, а Командно-штабну школу 1987. године. Службовао је у гарнизонима Пула, Нови Сад и Београд уз школовања у Дивуљамa (три године) и Сплиту (три године). Био је начелник класе слушалаца у Школи националне одбране и уједно замјеник начелника школе. Учествовао је у одбрани СРЈ од НАТО бомбардовања од 24. марта до 26. јуна 1999. У чин контраадмирала унапријеђен је 31. децембра 1999. Пензионисан је 29. фебруара 2000.
У чин поморског потпоручника произведен је 1966, а унапређен у чин поручника корвете 1969, поручника фрегате 1972, поручника бојног брода 1974.(превремено), капетана корвете 1978, капетана фрегате 1983, капетана бојног брода 1989. и контраадмирала 1999. године (ванредно).
Обављао је дужности: на стажирању на подморници П-812 „Неретва”; командант речног миноловца РМЛ-321 и 314; референт за подводно оружје у Оперативно наставном органу Команде Речне ратне флотиле; начелник Оперативно-наставног органа Команде Речне ратне флотиле; командант Првог одреда речних миноловаца; на служби у Генералштабу Југословенске народне армије – референт за научноистраживачки рад, референт за доктрину и концепцију Ратне морнарице и референт за сарадњу са савезним органима у Сектору заменика начелника Генералштаба за Ратну морнарицу; наставник и руководилац групе наставника Ратне морнарице на Катедри тактике Генералштабне академије; наставник оператике, стратегије и ратоводства, начелник класе и Школе националне одбране.
У одбрани од агресије НАТО-а на СР Југославију био на дужности председника Суда за поморски плен у Команди Ратне морнарице, истовремено саветник команданта Ратне морнарице и координатор рада Одељења за морал и информисање Команде Ратне морнарице.
Маја 2000. године Наставно-научно веће Војне академије доделило му је, а министар за одбрану потврдио, звање ванредног професора у Војној академији. Објавио је: 56 књига, 439 чланака у војним часописима; преко 800 чланака у дневним, седмичним, месечним и периодичним часописима. Међу њима је и осам фељтона; 95 чланака у војним стручним часописима и 11 чланака у стручним часописима у грађанству. Написао је осам сценарија за наставни и пет за документарни филм, три сценарија за серију дијапозитива, био је консултант код снимања серије Телевизије Нови Сад "Базе на Дунаву". Учесник је многобројних радио и ТВ емисија био је војнополитички коментатор. Учествовао у реализацији више научних пројеката и на више стручних, научно-стручних и научних скупова. Носилац је израде и аутор многобројних научних и стручних студија о организацији, развоју и употреби Ратне морнарице. Водитељ и консултант у изради дипломских и стручних радова на свим нивоима школовања, рецензент и редактор 40 књига и 100 стручних чланака. Главни и одговорни уредник пет књига.
Био је судија-поротник Врховног војног суда, експерт одбране пред Међународним кривичним судом за бившу Југославију у Хагу, вештак у Вишем суду у Београду – Одељење за ратне злочине, као и аутор студије "Сребреница – ВЕЛИКА ОБМАНА" за Републички центар Владе Републике Српске за истраживање ратних злочина.

## Одликовања и признања
Одликован у ЈНА:
- Орден за војне заслуге са сребрним мачевима,
- Орден народне армије са сребрном звездом
- Орден за војне заслуге са златним мачевима,
- Орден народне армије са златном звијездом,

Одликован у ВЈ:
- Орден Војске Југославије III степена.
- Сребрна плакета Ратне морнарице додијељена му је 1989. године.
- Златне плакете „Истакнуте војсковође српске војске 1914–1918” коју му је додијелило Удружења за неговање традиција ослободилачких ратова Србије 1912–1918.[2]

## Важнији радови
- Mala enciklopedija ratne mornarice, Beograd 1966;
- Пловидба на унутрашњим пловним путевима Београд 1976;
- Савремени ратни бродови, Београд 1996;
- Ратни дани Ратне морнарице: дневник 23. март - 16. јун 1999. Београд, 2019.
- Српска одисеја, Београд 2002;
- Школа националне одбране (коаутор), Београд 2004.
- Школа националне одбране: тридесет девета класа 1995/1996. Београд, 2016.